# Afonso II van Kongo en Nkondo
Afonso II van Kongo en Nkondo was heerser van het Koninkrijk Kongo in de nasleep van de Kongolese Burgeroorlog. Hij was afkomstig uit het Huis Kimpanzu en zijn aanspraak op de troon werd vermoedelijk gesteund door facties uit de regio Soyo. In november 1665 besteeg hij de troon, waarmee hij de eerste was in een reeks machtswisselingen die kenmerkend waren voor de periode van politieke instabiliteit in het koninkrijk.

## Omverwerping en verbanning
Het Huis Kinlaza, dat gedurende de voorgaande drie decennia de heerschappij over het Koninkrijk Kongo had uitgeoefend, reageerde resoluut op de troonsbestijging van hun rivalen. Reeds in december 1665, slechts een maand na zijn aantreden, werd koning Afonso II afgezet. De Kinlaza installeerden vervolgens Álvaro VII als nieuwe monarch. Afonso II werd gedwongen te vluchten naar de bergachtige regio van Nkondo, vanwaar hij, als tegenkoning, het verzet leidde tegen de Kinlaza-heerschappij. Hij bleef de regio Nkondo besturen tot aan zijn overlijden in 1669.